# كاتدرائية مشتركة لاسم يسوع الأقدس
الكاتدرائية المشتركة لاسم يسوع الأقدس، تُعرف أيضًا باسم الكاتدرائية المشتركة للاسم المقدس ليسوع، وهي الكاتدرائية المشتركة، أو التقنية عرش الأسقف التابعة لـ بطريركية اللاتين في القدس. تقع في الحي المسيحي من المدينة القديمة في القدس، في منتصف الطريق تقريبًا بين الباب الجديد وباب يافا، داخل أسوار المدينة القديمة.

## التاريخ
في عام 1847 سمحت الإمبراطورية العثمانية للكنيسة الكاثوليكية ببناء كاتدرائية جديدة في فلسطين. تعد الكاتدرائية المشتركة، التي اكتمل بناؤها عام 1872، جزءًا من مجمع مباني البطريركية اللاتينية، وهي في الواقع كنيسة الأسقف. ولكن لأسباب تاريخية، فإن الكنيسة الكاثوليكية لديها كنيسة القيامة رسميًا باعتبارها الكاتدرائية.

## الوصف
في الطراز القوطي الجديد، تحتوي الكنيسة على مخطط أرضي عبارة عن صليب يوناني بطول 28 مترًا وعرض 24 مترًا. يبلغ عرض الكنيسة ذات الممرات الثلاثة 8.5 مترًا، ويبلغ عرض الممرات الجانبية 4.5 مترًا؛ تم بناء هذه مع صالات العرض. تحتوي الكنيسة على أربع نوافذ زجاجية ملونة مزخرفة، تشير إلى نهايات الصليب. ثلاثة منها لها نفس الشكل: النافذة الموجودة فوق المذبح العالي تمثل قيامة يسوع كمنتصر على الموت، والنافذة الموجودة على اليسار تظهر صلب، والنافذة الموجودة على اليمين تصور تمجيد المجوس للطفل يسوع. النافذة الخلفية فوق المدخل عبارة عن نافذة وردية كبيرة و يمثل الإنجيليون الأربعة.
تحتوي الكنيسة على خمسة مذابح،  ثلاثة في الصحن والممرين واثنان أصغر في الأطراف من جناح (كنيسة).

## معرض الصور

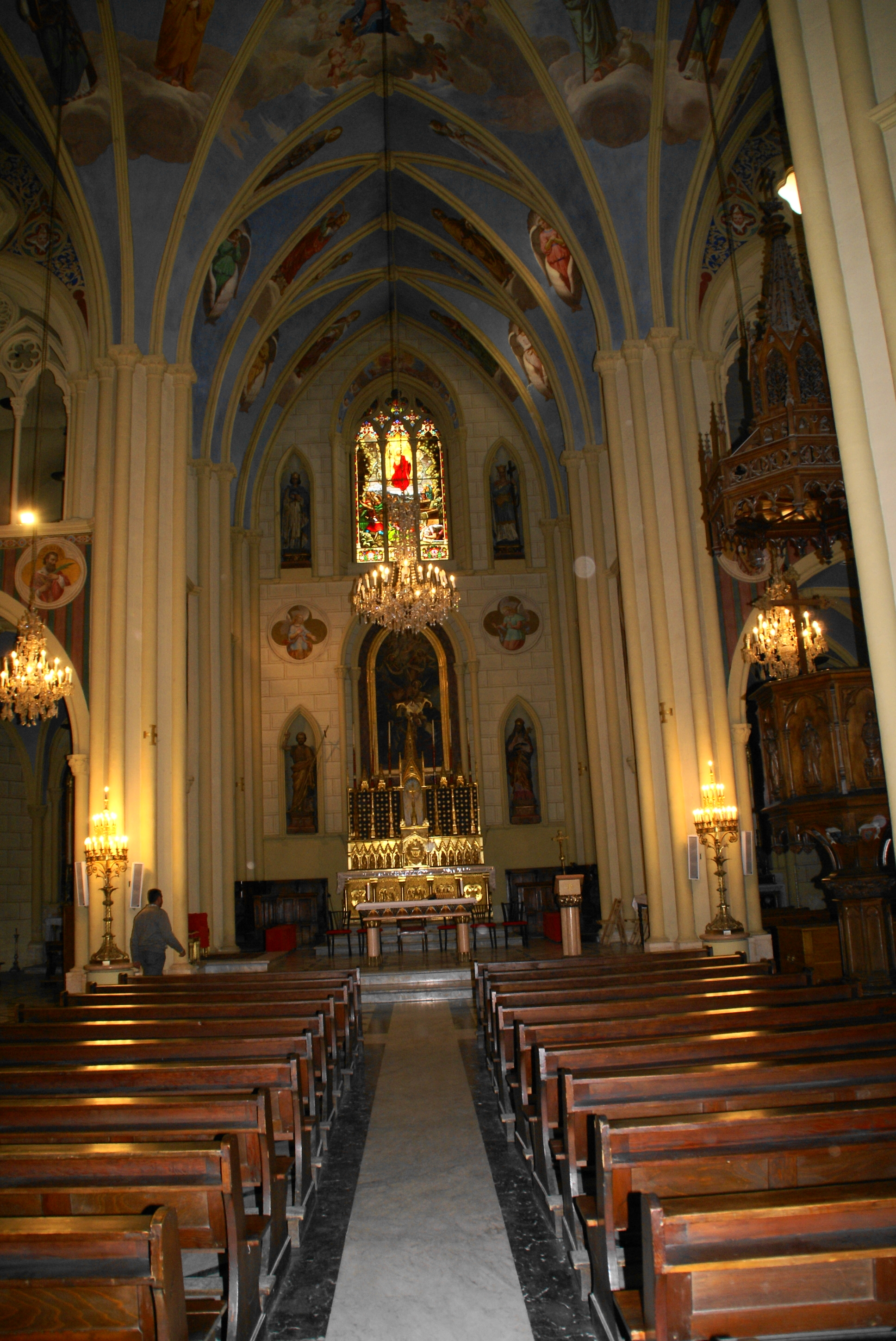
منظر داخلي على طول صحن الكنيسة
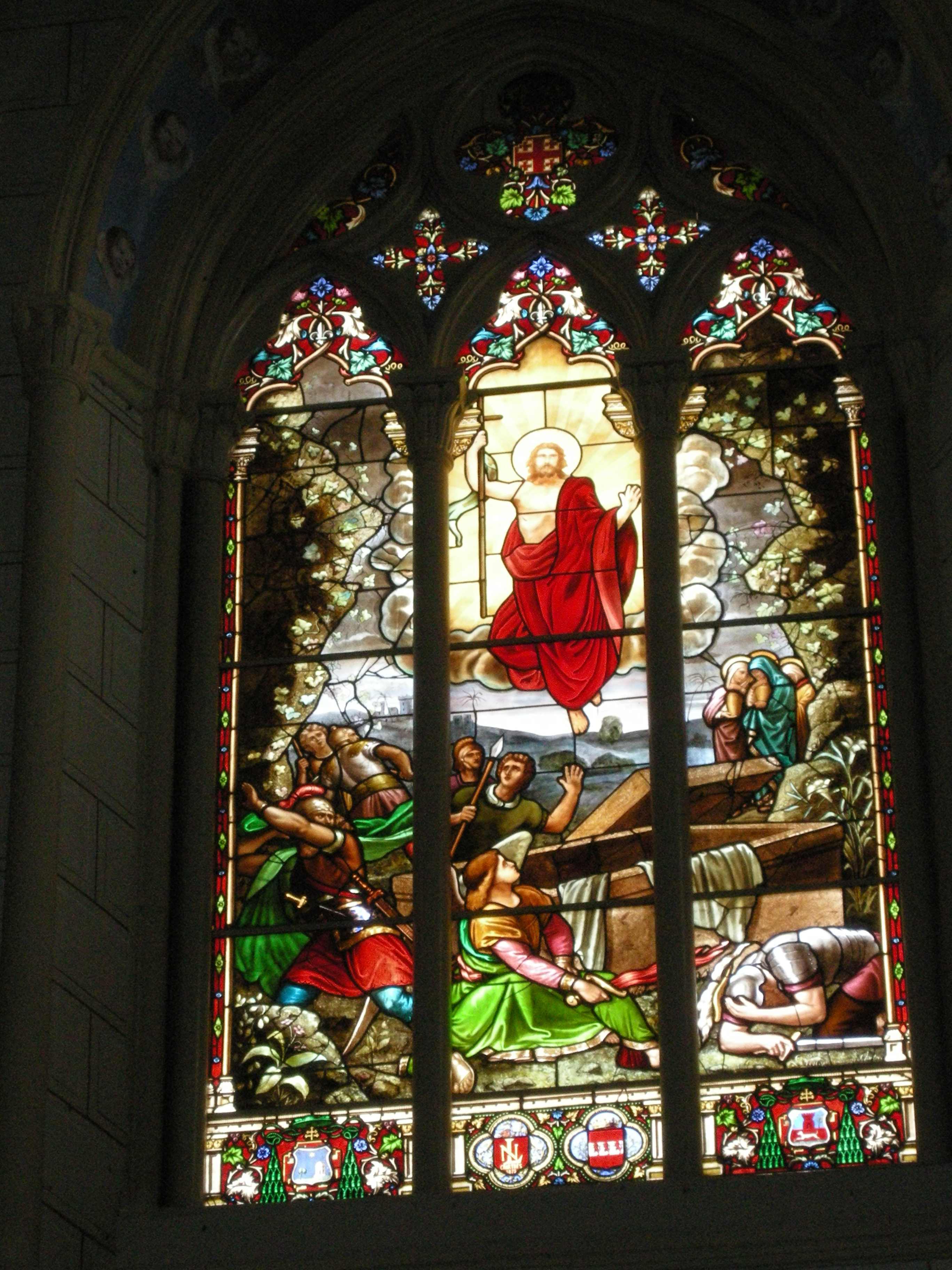
نافذة المذبح العالي: القيامة
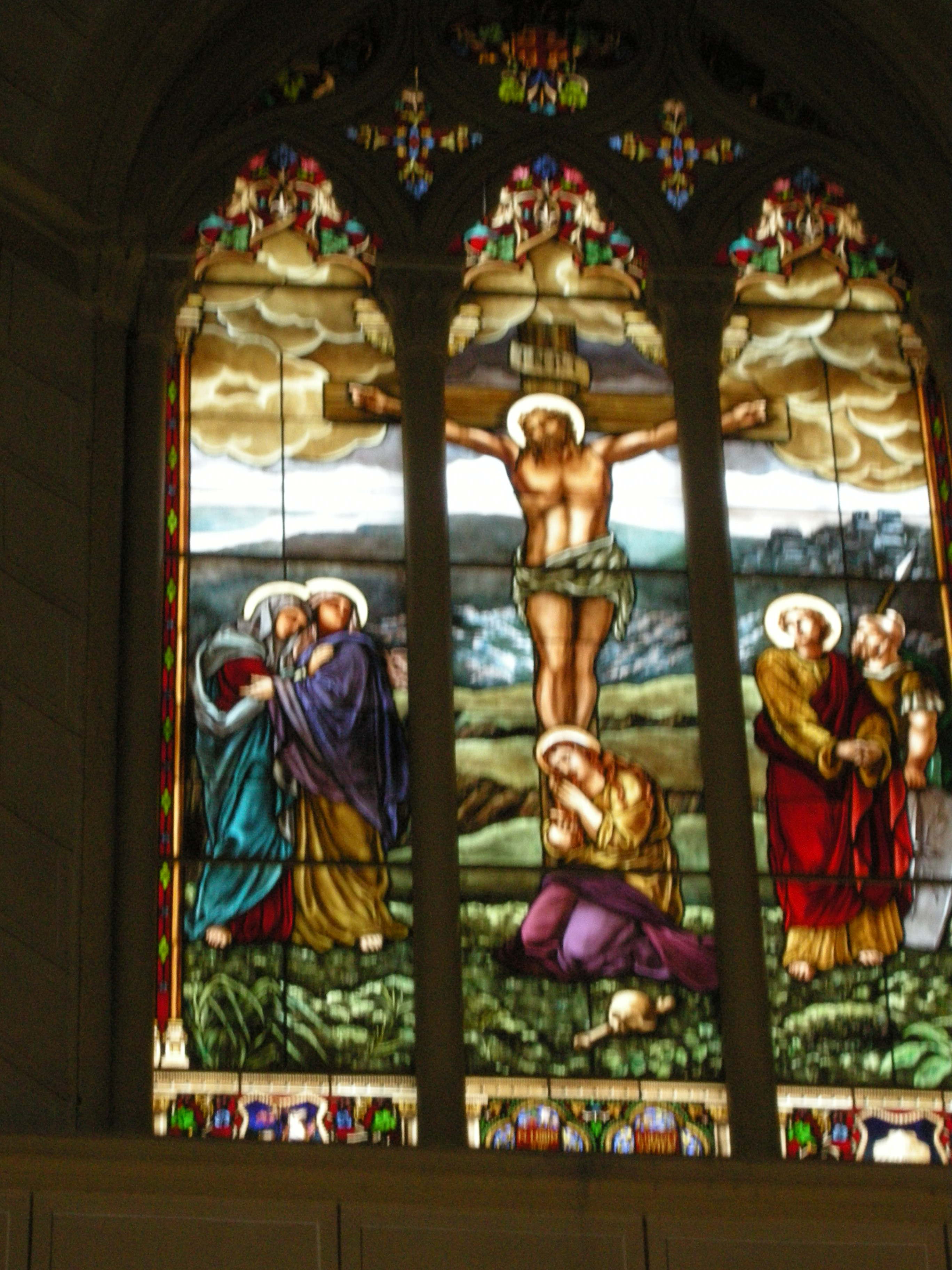
النافذة النصف اليسرى: الصلب
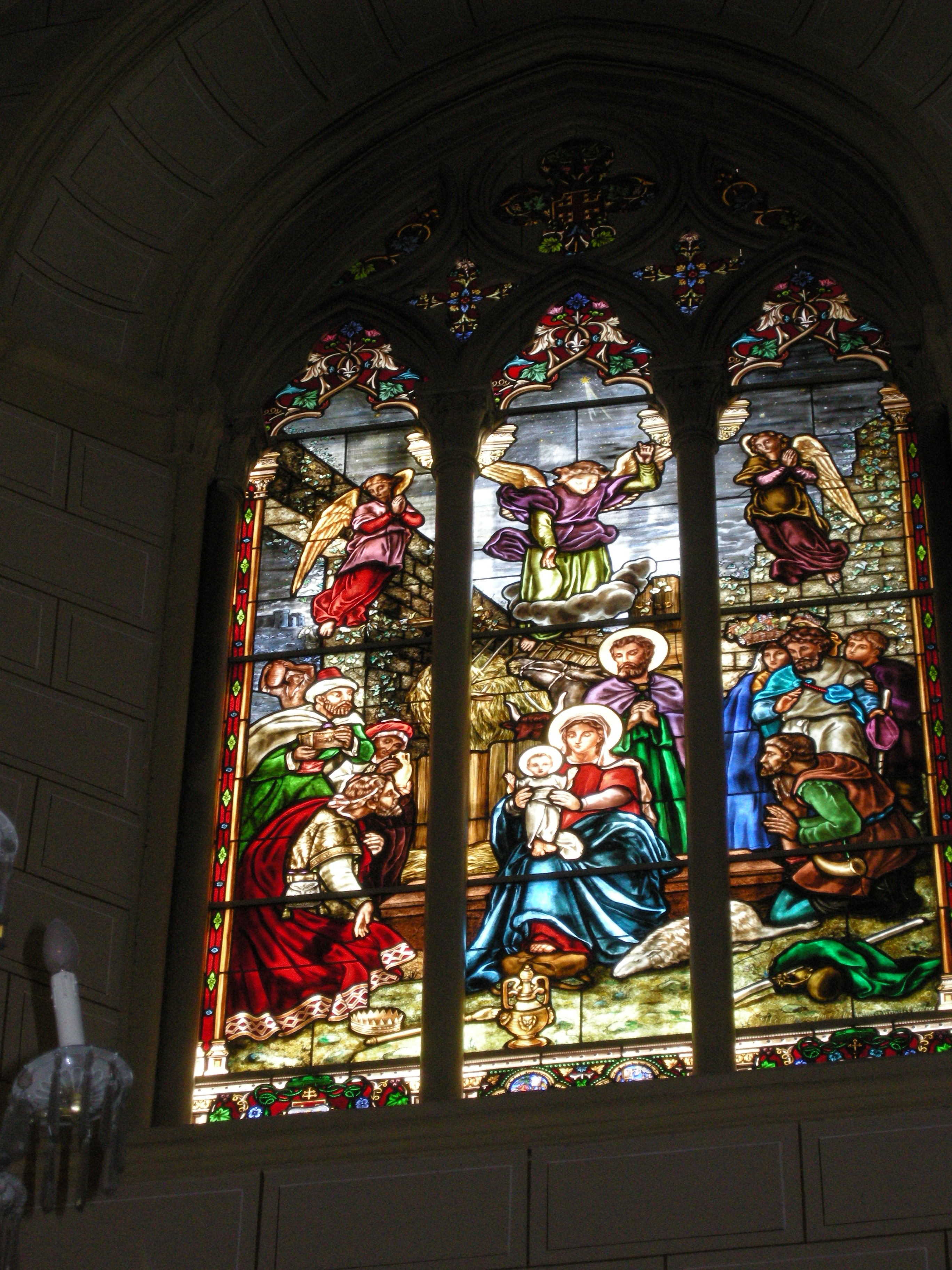
النافذة شبه النصفية اليمنى

## أنظر أيضاً
- كنيسة القيامة
- كنيسة القديسة هيلانة بالقدس

## روابط خارجية
- مواد ويكيميديا، الصور بشكل أساسي.
- البطريركية اللاتينية في القدس الصفحة الرئيسية؛ رابط محدد: ميت، اعتبارًا من 3 مارس 2020.
- البطريركية اللاتينية في القدس الصفحة الرئيسية.
- خطاب البابا بنديكتوس السادس عشر في الكاتدرائية المشتركة، مايو 2009. باللغة الإيطالية.